# King Khalil
King Khalil (* 26. Oktober 1990 als Kalil Aubeidy, arabisch خليل أوبيدي Chalil Aubeidī) ist ein deutscher Rapper.

## Leben
Kalil Aubeidys Eltern sind Mardelli aus dem Libanon und kamen als Kriegsflüchtlinge nach Deutschland. Nach einem Aufenthalt in einem Flüchtlingsheim zog die Familie nach Berlin-Kreuzberg. Anfang der 2000er entdeckte er den Straßenrap deutscher Prägung, insbesondere von Bushido, Sido und Kool Savas für sich. In einem Aufnahmestudio begann er, erste Songs selbst einzurappen.
Im Jahr 2012 veröffentlichte King Khalil, wie er sich als Künstler nun nannte, seine erste EP Endzeit. Das Video zum Track Großstadtschakale mit Celo & Abdi erzielte bei YouTube über 1,5 Millionen Aufrufe. Im selben Jahr erschien sein Beitrag zur Reihe Halt die Fresse von Aggro.TV. 2013 folgt dort ein weiterer Beitrag. 2014 erschien das Video Großstadtschakale 2 an der Seite von Olexesh und Massiv.
2015 begann er eine Kooperation mit Capital Bra, die beiden bildeten zusammen das Team Kuku, eine Kooperation, die ebenfalls als Plattenfirma fungiert. King Khalil ist Gast auf Capital Bras Alben Kuku Bra (2016) und Makarov Komplex (2017). Erstmals in die Charts gelangte er zusammen mit Capital Bra mit der Single Zweistellige Haftstrafen vom Album Blyat (2017). Im März 2018 erschien King Khalils Debütalbum Kuku Effekt über Team Kuku (Sony Music), das Platz 11 der deutschen Charts erreichte. Auf dem Album sind unter anderem Prinz Pi, Kool Savas und Massiv mit einem Feature vertreten.
Im Vorfeld zu Capital Bras Album Berlin lebt trennte sich Capital Bra von Team Kuku, wobei Berlin lebt weiterhin dort erscheint. Im Anschluss erreichten die beiden Capital-Bra-Tracks Kennzeichen B-TK und Meine Welt, die letzte Zusammenarbeit mit King Khalil, ebenfalls die deutschen Charts.

## Diskografie
Alben
- 2018: Kuku Effekt (Team Kuku/Sony Music)
- 2019: B-TK (Team Kuku)
- 2020: King Kong (Team Kuku)

Singles und EPs
- 2012: Endzeit (Free Download)
- 2014: Großstadtschakale 2 (feat. Massiv & Olexesh)
- 2017: Kreide (EP)
- 2017: Kriminell
- 2018: Dealer Aus Prinzip (feat. Capital Bra)
- 2018: Original (feat. Kool Savas)
- 2018: Immer Noch
- 2018: Alles Richtig So (feat. Celo & Abdi)
- 2018: Griezmann
- 2018: Klick Klick
- 2018: Kleiner Kreis (feat. Beto)
- 2018: Para Illegal (feat. Lil Lano)
- 2019: Push Push
- 2019: Ti Amo (feat. Sami & Payman)
- 2019: Ring Ring Ring (feat. Laruzo)
- 2019: G-Klasse (feat. Lil Lano & M.O.030)
- 2019: Bundesweit (feat. Fler)
- 2019: Nachts im AMG
- 2019: Real Life (feat. Edin)
- 2019: Ahu
- 2019: System (feat. Maestro)
- 2019: Moon (feat. Lil Lano)
- 2020: Vay Vay
- 2020: Berlin 2 (feat. Kay Ay)
- 2020: Stada
- 2020: Para Money Cash
- 2020: Meine Gang
- 2020: Dealer aus Prinzip 2
- 2021: Nicht unser Ding

Als Gastrapper
- 2013: Gib das Para Para von Massiv
- 2016: Kuku Habibi von Capital Bra
- 2016: Fluchtwagen Glänzen von Capital Bra
- 2017: Zieh Zieh Zieh von Capital Bra
- 2017: Geld machen von Capital Bra
- 2017: Feinde reden viel von Capital Bra
- 2017: Roll noch einen von Capital Bra
- 2017: Blei auf die Stirn von Capital Bra
- 2017: Zweistellige Haftstrafen von Capital Bra
- 2017: Umsatzfixiert von Capital Bra
- 2017: Der Teufel trägt Gucci von Capital Bra
- 2018: Kennzeichen B-TK von Capital Bra
- 2018: Meine Welt von Capital Bra
- 2018: Sturmmaske auf (Gold war gestern RMX) von Kollegah & Farid Bang
- 2019: Barbie & Ken von Payman
- 2019: Drama von Capital T
- 2019: Andale von Sami
- 2019: Dum Dum von Karaz
- 2019: Privat von Laruzo
- 2020: Shoot auf Gangstas Paradise von Sinan-G
- 2020: Wie Ben Jij von Mert
- 2020: Get Rich or Die Tryin’ von Karaz
- 2021: Blut auf FML von Mois & Maestro (feat. Massiv, Manuellsen, Sarhad, Azzi Memo, Pietro Lombardi, Ramo, Fard, Mert, Z, King Khalil, Sinan-G & KAY AY); #8 der deutschen Single-Trend-Charts am 2. April 2021[6]
- 2021: Die zwei kenn ich (Capital Bra feat. King Khalil)
- 2024: Kreide 2 (Capital Bra feat. King Khalil); #10 der deutschen Single-Trend-Charts am 28. Juni 2024[7]

## Auszeichnungen für Musikverkäufe
Anmerkung: Auszeichnungen in Ländern aus den Charttabellen bzw. Chartboxen sind in ebendiesen zu finden.
| Land/RegionAuszeichnungen für Musikverkäufe (Land/Region, Auszeichnungen, Verkäufe, Quellen) | Gold  | Platin | Verkäufe | Quellen           |
| -------------------------------------------------------------------------------------------- | ----- | ------ | -------- | ----------------- |
| Deutschland (BVMI)                                                                           | Gold1 | —      | 200.000  | musikindustrie.de |
| Insgesamt                                                                                    | Gold1 | —      |          |                   |